# Mukdahan (provincie)
Mukdahan is een provincie in het noordoosten van Thailand in het gebied dat ook wel Isaan wordt genoemd. In december 2002 had de provincie 338.276 inwoners, waarmee het de 65e provincie qua bevolking in Thailand is. Met een oppervlakte van 4339,8 km² is het de 52e provincie qua omvang in Thailand. De provincie ligt op ongeveer 642 kilometer van Bangkok. Mukdahan grenst aan Nakhon Phanom, Laos, Ubon Ratchathani, Yasothon, Roi Et, Kalasin en Sakon Nakhon. Mukdahan ligt niet aan zee.

## Provinciale symbolen
|  | Het provinciale zegel van Mukdahan. |

## Klimaat
De gemiddelde jaartemperatuur is 31 graden. De temperatuur varieert van 11 graden tot 42 graden. Gemiddeld valt er 1729 mm regen per jaar.

## Politiek

### Bestuurlijke indeling
De provincie is onderverdeeld in 7 districten (Amphoe) namelijk:

| Amphoe 1. Mueang Mukdahan 2. Nikhom Kham Soi 3. Don Tan 4. Dong Luang 5. Khamcha-i 6. Wan Yai 7. Nong Sung |